# Certificat vert
Un certificat vert est un titre (jouant en quelque sorte un rôle  de prime) remis pour la production d'électricité dite « verte », dans certains pays comme la France et la Belgique, remplacé depuis les années 2010 par les garanties d'origine de l'électricité. 
Ces certificats font partie d'une stratégie financière et fiscale globale initiée par les autorités européennes depuis les années 2000 en France, et testée plus tôt aux États-Unis, pour inciter à la production d'énergie renouvelable dite « verte » (ou « propre », « sûre », « renouvelable »). 
Ils sont associés à d'autres dispositifs, de quotas d'émission de gaz à effet de serre, de certificat d'économies d'énergie (parfois dits « certificats blancs » d’économie d’énergie), visant à encourager les économies d'énergie et donc à moins polluer. La directive européenne de 2001 laisse le soin aux États-membres de définir leur contenu et modalités de certificats verts, et permet également à ces états d'aider à l'investissement, d'offrir des exonérations ou réductions fiscales, des remboursements d’impôt ou des régimes de soutien direct des prix.  Chaque état doit prendre des mesures « appropriées pour promouvoir l’accroissement de la consommation d’énergie produite à partir de sources d’énergies renouvelables ».
Ces certificats, reconnus par l'Europe, sont négociables comme des titres sur les marchés nationaux d'abord, mais aussi international.
En France, le 1er janvier 2012 a marqué la fin de la viabilité des Certificats verts pour prouver l'origine de l'électricité produite à partir de sources renouvelables. Depuis cette date, seul le système des garanties d'origine peut remplir ce rôle.
En Belgique, le système de certificats verts n'est plus disponible en Wallonie et en Flandre pour les nouvelles installations depuis 2014. Les particuliers ayant installé des panneaux avant 2014 peuvent toutefois encore bénéficier de ce système jusqu’au terme de leur période d’octroi initiale, jusqu’en 2024 au maximum. À Bruxelles, les propriétaires de nouvelles installations peuvent toujours bénéficier de certificats verts. Les certificats verts constituent l'instrument de soutien public à la production d'énergie renouvelable depuis 2002. Le certificat vert est distinct de la garantie d'origine (souvent appelée certificat vert en France), instrument européen de traçabilité de l'électricité, tous deux émis pour un même mégawatt-heure.

## Objectif
C'est en Europe l'un des quatre grands moyens d'incitation à la production d'énergies renouvelables. 
Les États membres les promeuvent et organisent différemment :
- En France (qui vise 21 % de renouvelables en 2020) et en Italie, c'est un marché ouvert et volontaire qui est proposé.
- Au Royaume-Uni, Danemark, Suède et en Belgique (différemment pour la Wallonie, la Flandre et Bruxelles-Capitale), c'est un système obligatoire de « certificats verts », basés sur des quotas (de production, fourniture ou consommation) d’électricité d'origine certifiée renouvelables.

Ces certificats visent donc à diminuer par des moyens indirects - et dans certains pays non contraignants - les émissions globales de polluants et de gaz à effet de serre. Ils le font en traçant l’énergie « verte » qui aura été injectée dans le réseau d'électricité, pour en prouver l’origine renouvelable et en permettre une valorisation financière ou en termes d'image.
Selon Observ’ER un électron « renouvelable », une fois injecté sur le réseau, se perd parmi les électrons « ordinaires ». Le seul moyen de le retrouver est de prouver qu’il est consommé. Pour cela, le consommateur peut passer un contrat direct d’achat de courant vert avec un producteur voisin, ou (le plus souvent) acheter des certificats verts qui prouveront alors sa consommation d’électricité « renouvelable » (produite dans sa région ou ailleurs).

## Mécanisme
Des certificats sont délivrés à un producteur d'énergie, comme preuve que l'électricité qu'il produit utilise une installation certifiée comme « verte » et une source d'énergie renouvelable. En Europe, les certificats verts sont délivrés dans le pays (comme en France) ou par le Renewable Energy Certificate System (« RECS ») qui participe au système obligatoire de quotas « verts » là où il existe. En France, un marché de « certificats verts » s'est développé.
En Europe, une directive de 2001 précise que sont considérées comme renouvelables (notion ensuite souvent confondues avec "verte") l'énergie
- éolienne,
- solaire,
- géothermique,
- houlomotrice,
- marémotrice,
- hydroélectrique,
- biomasse,
- gaz de décharge,
- gaz des stations d'épuration d'eaux usées,
- biogaz.

En Wallonie et à Bruxelles, les fournisseurs sont tenus de présenter annuellement un certain nombre de certificats verts sous peine de recevoir une amende de 100 € par MWh "vert" manquant.
Acheter des certificats verts leur permet donc d'éviter ces amendes, tout en incitant à l'investissement dans les énergies vertes.

## Garantie d'origine

### Fonctionnement
La garantie d'origine (GO) est un document numérique officiel qui détermine l'origine géographique et technologique de l'électricité utilisée par un consommateur, permettant sa traçabilité. Elle prend en compte la source d'énergie, les dates et lieux de production, et (pour les installations hydroélectriques) la capacité. Elle offre la transparence au consommateur et lui permet de participer à la transition énergétique en soutenant le développement des énergies renouvelables et en réduisant son empreinte carbone[réf. nécessaire]. Son principe est que le producteur d'électricité se voit remettre une GO par mégawatt-heure « vert » produit : (1 MWh = 1 GO). S'il vend ses GO à un consommateur, il reçoit un « complément de rémunération ». Ce mécanisme est ainsi incitatif. Toute personne souhaitant acheter de l'électricité « verte » sur le réseau achète autant de garanties d'origine que de mégawatts-heures qu'elle consomme. Elle pourra ainsi certifier que le volume acheté correspond au même volume d'électricité « verte » produite et injectée dans le réseau.
Le système étant européen, les garanties peuvent être importées d'autres pays. En Belgique, un contrat d'électricité verte n'est donc pas toujours synonyme d'aide au développement des énergies renouvelables nationales,. Certains fournisseurs proposent directement une énergie verte et originaire de Belgique, notamment les coopératives Energie 2030, Wase Wind, Cociter et Ecopower, tandis que d'autres sont des plate-forme entre consommateurs et producteurs, tels Bolt Energie ou June.
Selon Greenpeace la GO est considérée comme de l'écoblanchiment, puisque l'achat de l'électricité peut être décorrélé l'achat de la GO. Le fournisseur doit être lui-même producteur d'énergie renouvelable, les granulés de bois et le nucléaire ne sont pas valorisés, tandis que le gaz obtient une « note neutre »[source secondaire nécessaire],.

### Traçabilité
La traçabilité des garanties d'origine est obligatoire, tout consommateur achète de l'électricité dont la provenance est identifiée. Ainsi, en n'obtenant pas de garantie d'origine, il consomme de l'électricité en provenance d'un mix résiduel. Ce mix est calculé à partir de l'électricité produite sur une zone d'équilibre (ex. : la France) augmenté de l'impact des import/export aux frontières et dont on soustrait les garanties d'origine qui sont attribuées aux consommateurs d'électricité verte.
Tous les fournisseurs d'électricité sont dans l'obligation d'informer leurs clients du mix qui leur est fourni.

### Réglementation européenne
Les États-membres européens doivent, selon une directive de 2001, créer un système de garantie de l'origine de l'électricité produite à partir de sources d'énergie renouvelables, mutuellement reconnues par les États membres. Son objet est précisé dans l'introduction de la directive : « faciliter les échanges d’électricité produite à partir de sources d’énergie renouvelables et (…) accroître la transparence pour le choix du consommateur entre l’électricité produite à partir de sources d’énergie non renouvelables et l’électricité produite à partir de sources d’énergie renouvelables ». Par ailleurs, « il convient de bien distinguer les garanties d’origine des certificats verts échangeables ».
Les garanties d'origine ont pour objectif d'orienter les investissements vers les énergies renouvelables afin d'accélérer leur développement et de réduire le besoin de subventions financées par des taxes[réf. nécessaire].
La réglementation des garanties d'origine est issue de l'article 15 de la directive européenne 2009/28/CE du 23 avril 2009 relative à la promotion de l'utilisation de l'énergie produite à partir de sources renouvelables. Cet article laisse aux États membres la responsabilité d'organiser la délivrance des garanties d'origine, en définissant seulement les principes généraux, en particulier : « Les États membres peuvent prévoir qu’aucune aide n’est accordée à un producteur lorsqu’il reçoit une garantie d’origine pour la même production d’énergie à partir de sources renouvelables ».

### Réglementation en France
Cette directive européenne a été transposée en droit français dans le code de l'énergie, notamment par les articles L314, R314 et R333 modifiés par le décret no 2016-944 du 11 juillet 2016.
Ces dispositions prévoient :
- la désignation par l'autorité administrative d'un organisme pour assurer la délivrance, le transfert et l'annulation des garanties d’origine de l’électricité produite à partir de sources renouvelables ou par cogénération. Cet organisme établit et tient à jour un registre électronique des garanties d'origine, lesquelles doivent être partiellement accessibles au public ;
- la définition des obligations et pouvoirs de l'entité chargée de la délivrance, du transfert et de l'utilisation des garanties d'origine, ainsi que les conditions d'utilisation et les modalités de fonctionnement du mécanisme des garanties d'origine ;
- « l'électricité produite à partir de sources renouvelables ou de cogénération et pour laquelle une garantie d'origine a été émise par le producteur ne peut ouvrir droit au bénéfice de l'obligation d'achat ou du complément de rémunération » ;
- la reconnaissance et le traitement des garanties d'origine provenant d'autres pays membres de l'Union européenne, lorsqu'elles sont conformes à la Directive européenne n°2009/28/CE, et leur égalité de traitement avec les garanties d'origine issues du territoire national (Article L314-15).

Avant le 1er janvier 2012, la traçabilité de l'électricité « verte » pouvait également être assurée par le système des Certificats verts.
Depuis le 1er mai 2013, en France, la société Powernext est mandatée par l’État pour assurer la délivrance, le transfert et l'utilisation des garanties d'origine au Registre national des garanties d'origine.
La loi no 2017-227 du 24 février 2017 introduit le principe d’une mise aux enchères au bénéfice de l’État des garanties d’origine issues de la production d’électricité d’origine renouvelable par les installations bénéficiant d’un contrat d’obligation d’achat ou de complément de rémunération ainsi que pour les installations pratiquant l'autoconsommation. Un décret du 5 avril 2018  met en place les modalités de ces enchères. Mais les producteurs bénéficiant d’un contrat d’obligation d’achat ou de complément de rémunération devront renoncer à ce contrat pour pouvoir bénéficier de la garantie d'origine. La Commission de régulation de l’énergie estime dans une délibération de décembre 2017 que ces enchères pourraient ajouter 36 TWh de garanties d'origine. Elle se félicite que les recettes issues de ces enchères soient rétrocédées à l’État et affectées au financement des énergies renouvelables, mais s'inquiète de la complexité de ce système et de ses coûts de gestion.
L'Agence de l'environnement et de la maîtrise de l'énergie (Ademe) prépare le lancement en septembre 2021 d'un label destiné à certifier les contrats les plus vertueux pour l'environnement. Selon l'Ademe, la promesse faite aux consommateurs par les fournisseurs d'électricité verte nourrit « une image trompeuse ». Les fournisseurs européens « verts » achètent leur électricité à des producteurs ou sur le marché, puis compensent l'équivalent en achetant des certificats de garantie d'origine d'une électricité produite à partir de ressources renouvelables en Europe. Mais les prix de ces garanties d'origines sont très bas, entre 30 et 50 c€/MWh, donc contribuent peu à inciter financièrement à produire des énergies renouvelables. Le label de l'Ademe attribuerait une étoile aux contrats qui garantissent l'achat conjoint d'électricité et de certificats de garanties d'origine à des producteurs français et deux étoiles à ceux qui pourront garantir 25 % d'électricité produite à partir de centrales renouvelables construites après 2015 en France et sans aucun mécanisme de soutien public, ainsi que ceux qui justifieront de 25 % d'électricité produite à partir de centrales à détenues majoritairement par des collectivités ou des particuliers.

## Organisation
La politique concernant les énergies est en partie du ressort des régions, ainsi la politique des certificats verts varie selon les pays et les régions ou l'on se trouve.
D'une manière générale, les producteurs reçoivent un certificat vert chaque fois qu'ils produisent un MWh de manière « verte ».

### En France
La France a choisi la voie d'un marché des certificats verts privé, libre, non soutenu par la réglementation.
Ceci implique que :
- N'importe quel fournisseur d'électricité peut obtenir des certificats verts, en produisant lui-même de l'électricité "verte" et renouvelable, ou en achetant à d'autres des certificats verts sur le marché, contribuant ainsi indirectement à développer les filières renouvelables, propres et sûres.
- Tout producteur d'électricité "verte" peut négocier ses certificats sur le marché (même s’il bénéficie de mécanismes de soutien tels que les tarifs garantis d'achat par EDF).
- Les contrats d'achat par EDF ont un certain temps (sur la base d'un décret du 10 mai 2001) contenu un alinéa précisant que l'acheteur de l'énergie devenait automatiquement détenteur des "droits" attachés à cette énergie produite (par exemple : les certificats verts). Cet alinéa a été annulé par le Conseil d'État[23] au motif que les droits auxquels il faisait référence n’étaient pas définis par le législateur, et par conséquent que cette clause excédait les compétences réglementaires.

Les « certificats verts », en France, sont émis par l'association Observ’ER qui regroupe des grands producteurs d'électricité (EDF, Gaselys, ...) ainsi que des petits producteurs, des traders de certificats d’énergie renouvelable, des collectivités locales. Elle est membre de RECS International. Observ’ER adhère à l'AIB et tous ses membres adhèrent à l'association RECS International. Les émissions, transferts et retraits de certificats verts sont payants. Observ’ER émet un certificat par MWh d’électricité verte produite. Observ’ER, en tant qu'émetteur de certificats, n'a pas le droit de participer au marché des certificats RECS, mais le registre de ses membres permet à ces-derniers de se rencontrer. Elle est reconnue par les autorités ou agences compétentes dans le domaine (Ministères, ADEME, etc.), mais n'est pas financièrement directement soutenue par elles.

## Suivi, contrôle, évaluation
En décembre 2005, la Commission produit une première évaluation des régimes de soutien relative à l’aide en faveur de l’électricité produite à partir de sources d’énergie renouvelables. Elle y reconnait les systèmes d’incitation suivants :
- Tarifs spécifiques et garanties de rachat de l'électricité "verte" produite dans le pays et achetée par les distributeurs (garantis pour des périodes d'environ sept ans, mis en place dans la plupart des États-membres).
- certificats verts (en place en 2005 en Suède, au Royaume-Uni, en Italie, en Belgique et Pologne). En Belgique, EDORA, fédération de producteurs d’énergies renouvelables créée en 2003 et active à Bruxelles et en Wallonie, évalue et optimise le mécanisme des certificats verts[25].
- L'E-SER (électricité produite à partir de sources d’énergie renouvelables) est vendue au prix du marché. Le surcoût lié aux conditions écologiques de production est compensé par une obligation faite à tous les consommateurs d’acheter un nombre minimal de certificats verts aux producteurs d'E-SER (quota de leur consommation/production d’électricité totale) ;
- Systèmes d'adjudication (en Irlande et France en 2005), via des appels d'offres pour la fourniture d'E-SER qui sera vendue au prix du marché. Le surcoût est répercuté sur le consommateur final sous la forme d’une taxe spéciale ;
- Incitations fiscales (uniquement à Malte et en Finlande en 2005)

En juillet 2010, la Commission Européenne a envisagé une charte à destination des consommateurs d'énergie européens, leur reconnaissant des droits, mais aussi des devoirs. Un cadre plus transparent est souhaité pour faciliter le choix d'un fournisseur d'énergie par le consommateur.

## Freins, limites et critiques
Le développement des certificats verts semble avoir localement au moins trouvé quelques limites :
- lenteurs et difficultés techniques et administratives des procédures de raccordement des installations de production d'électricité "verte" au réseau électrique ;
- manque de transparence et de mécanismes de contrôle de l’équilibre ;
- développement insuffisant du tiers-investissement ;
- freins au développement de l'éolien et du solaire dans certains contextes.

En 2008, Levratto  & Abbes se demandent si ces certificats verts en France profitent à l'environnement ou plutôt aux fournisseurs d'électricité

## Certification d'origine
D'autres systèmes garantissant la nature de l'électricité introduite dans le réseau émergent, en particulier grâce aux nouvelles technologies comme la blockchain.
Depuis 2018, le Groupe WPO certifie les mégawatts-heures (MWh) d’électricité renouvelable produits sur ses parcs éoliens et solaires. Les certificats (GoCerts), produits au fil de l'eau pour chaque Mwh, sont émis en même temps que des tokens d'usage et blockchainés pour être traçables et infalsifiables.

## Quelques grands acteurs du secteur
- EREF (European Renewable Energy Federation),
- EWEA (European Wind Energy Association),
- EUBIA (European Biomass Industry Association),
- ESHA (European Small Hydro Association).

## Exemples

### Les panneaux photovoltaïques
En Belgique, la gestion des certificats verts (CV) est une compétence régionale :
- En Région wallonne, le régime d’octroi des certificats verts pour les installations photovoltaïques de puissance ≤ 10 kW a changé quatre fois au fil du temps[30]. Pour le régime applicable du 01/09/2012 au 31/03/2013, le taux d'octroi de CV évolue de manière dégressive en fonction de l'âge de l'installation, sur une période de 10 ans (la première année d'installation, 8 CV/MWh et la dixième année d'installation, 2 CV/MWh)[31].
- Dans la région de Bruxelles-capitale, l'octroi est de 1 CV/217 kg de CO2 économisé par rapport à des unités de référence. Pour le photovoltaïque, le taux de base est de 1,82 CV/MWh produit. Des coefficients multiplicateurs existent afin de supporter une technologie[32].